# J
La J és la desena lletra de l'alfabet cat i setena de les consonants. El seu nom és jota.

## Fonètic
En català representa la fricativa postalveolar sonora entre vocals i a inici de mot en els dialectes central i balear. Té un so prepalatal africat sonor en el català nord occidental, en el català tarragoní i el valencià no apitxat mentre que l'apitxat és prepalatal africat sord. És una lletra que en un principi va desenvolupar-se de la lletra i per representar el so semivocàlic i que va acabar representant un so diferent. Per això és inexistent en l'alfabet llatí. Juntament amb la lletra t fa el dígraf (tj)

## Significats de la J
- Cronologia: als calendaris designa els mesos d'estiu juny i juliol.
- Física: en majúscula, símbol del joule en el Sistema Internacional (però el nom de la unitat s'escriu en minúscula).
- Electromagnetisme: en minúscula, símbol de la densitat de corrent.
- Matemàtiques: segon imaginari del quaternió.
- Matemàtiques: símbol a la Funció de Bessel.

## Símbols derivats o relacionats
| Caràcter | Descripció                             | Unicode (maj./min.) | Html (maj./min.) | Notes d'ús |
| -------- | -------------------------------------- | ------------------- | ---------------- | ---------- |
| Ĵ        | J amb accent circumflex                | U+0134 U+0135       |                  | esperanto  |
| Ĳ        | Lligatura IJ                           | U+0132 U+0133       |                  | neerlandès |
| ǰ        | j amb anticircumflex (només minúscula) | U+01F0              |                  | AFI        |